# Knut Olsson (skulptör)
Knut Olsson, född 1 december 1900 i Bengtsfors i Dalsland, död 1 september 1984 i Halmstad, var en svensk gravör, målare, tecknare och skulptör.
Han var son till förste postiljonen Erik Gustaf Olsson och Maria Henriksson samt från 1949 gift med Gurli Elisabeth Almryd. Han utbildade sig till metallgravör och sysslade med teckning för att få en bättre bildkänsla i sitt arbete som gravör. Som konstnär var han autodidakt. Separat ställde han ut med skulpturer i Tylösand 1953 och med pasteller på Halmstads stadsbibliotek 1957. Han medverkade i ett flertal av Halmstads konstförenings höstsalonger från 1941. Bland hans skulpturarbeten märks en porträttrelief av Felix Körling för Akademisk Korforening i Oslo. Hans konst består av landskapsskildringar utförda i pastell eller i form av teckningar samt skulpturer av gips, sten, trä och metall.